# 护肤
护肤是指提升皮膚完整性，美化其外觀，緩解皮膚症狀的事物。护肤包括了營養、防曬以及保湿补水等，有时也包含清洁。
美化外觀及護理皮膚的方式包括使用面膜、去角質、雷射換膚、微晶磨皮、视黄醇治療以及超音波皮膚處理。
有些皮膚需要每天進行護膚，例如太乾或是太濕的皮膚，護膚也可以預防皮膚炎或皮膚傷害。
在傷口癒合處理或放射治療的過程中，护肤也是其中的一部份。

## 途径

### 防晒

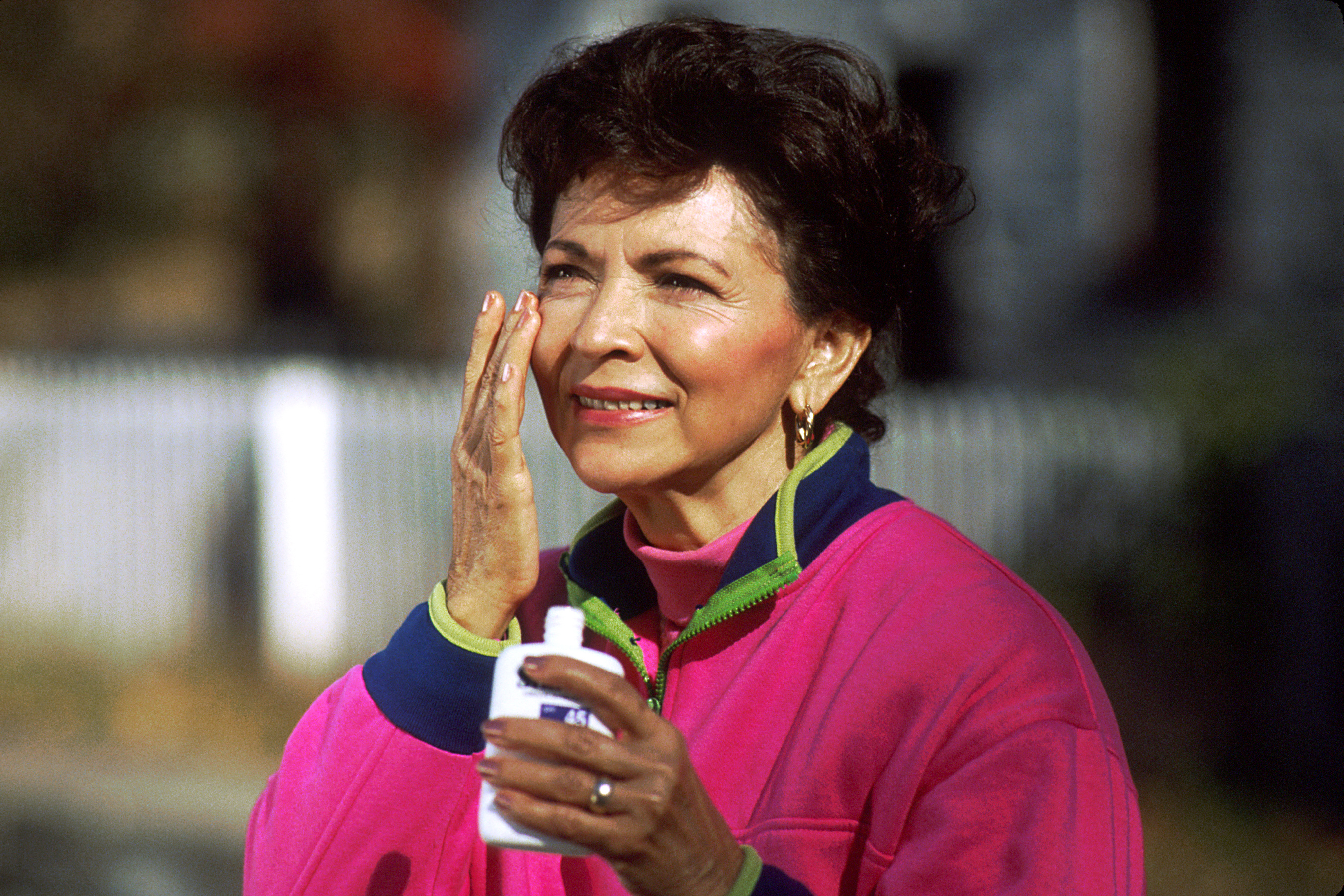
塗抹防曬乳的女性

防曬是护肤中很重要的一部份。曬太陽可以讓身體獲得維生素D，但沒有防護的過度曝曬太陽會造成皮膚傷害。太陽光裡的紫外線（UVA及UVB）會造成皮膚不同程度的曬傷、提早老化，並且提高皮膚癌的風險。皮膚暴露在紫外線下會造成膚色的不均，讓皮膚變乾。甚至會減少皮膚的彈性，讓皮膚出現下垂及皺紋的情形。
防曬乳可以保護皮膚不會被曬傷，需至少在曝曬前二十分鐘前使用，而且每一小時需再塗抹一次。防曬乳需塗抹在所有會曝曬到的部位，各個部份（雙手、雙腳、臉、胸口、背部）都要適量塗抹，並且不能有遺漏。
防曬乳會由防禦指數SPF（Sun Protection Factor）來判斷其防曬的效果，SPF越大防曬效果越好。現在許多保濕霜、粉底都有一定程度的SPF。